# Cephalodella boettgeri
Cephalodella boettgeri är en hjuldjursart som beskrevs av Koste 1988. Cephalodella boettgeri ingår i släktet Cephalodella och familjen Notommatidae. Inga underarter finns listade i Catalogue of Life.